# Ясенов
Ясенов (словац. Jasenov) — село в Словаччині, Гуменському окрузі Пряшівського краю. Розташоване в східній частині Словаччини на північному схилі Гуменських гір в долині Ясеновського потока, який втікає до Лабірця.
Уперше згадується у 1279 році.
У селі є римо-католицький костел з 16 століття в стилі ренесансу, перебудований у 18 столітті в стилі бароко. Над селом є руїни середньовічного замку, метою якого було сторожити прикордоння й торговельний шлях до Галичини.

## Населення
| Рік:            | 1993 | 2003    | 2013    | 2023    |
| --------------- | ---- | ------- | ------- | ------- |
| Кількість осіб: | 1050 | 1122    | 1197    | 1186    |
| Різниця:        |      | +6,85 % | +6,68 % | -0,91 % |

| Рік:            | 2022 | 2023    |
| --------------- | ---- | ------- |
| Кількість осіб: | 1182 | 1186    |
| Різниця:        |      | +0,33 % |

У селі проживає 1186 осіб.
Національний склад населення (за даними останнього перепису населення — 2001 року):
- словаки — 98,01 %,
- українці — 0,82 %,
- русини — 0,72 %,
- чехи — 0,36 %.

Склад населення за приналежністю до релігії станом на 2001 рік:
- римо-католики — 89,31 %,
- греко-католики — 6,70 %,
- православні — 0,54 %,
- протестанти — 0,54 %,
- не вважають себе вірянами або не належать до жодної вищезгаданої конфесії — 2,90 %.